# Afranthidium rubellum
Afranthidium rubellum is een vliesvleugelig insect uit de familie Megachilidae. De wetenschappelijke naam van de soort is voor het eerst geldig gepubliceerd in 1905 door Brauns.